# 295 Theresia
295 Theresia è un asteroide della fascia principale del diametro medio di circa 27,72 km. Scoperto nel 1890, presenta un'orbita caratterizzata da un semiasse maggiore pari a 2,7953028 UA e da un'eccentricità di 0,1705588, inclinata di 2,70668° rispetto all'eclittica.
L'origine del suo nome è sconosciuta.